# O Cangaceiro (pasquim carioca)
O Cangaceiro foi um  pasquim semanário brasileiro ativo na década de 1950, na cidade do Rio de Janeiro, de propriedade e direção de Antenor Novaes.
O jornal, no alto da capa exibia a divisa: «ALEGRIA DE MACACO», numa referência a como eram chamados os policiais (“macacos”) que combatiam os cangaceiros, como eram conhecidos os bandoleiros do Cangaço.
Um dos que trabalharam mais tempo nesse semanário de humor político e do quotidiano foi Francisco Stockinger, no qual era uma espécie “faz tudo, a diagramação, as ilustrações, charges, histórias em quadrinhos, etc.”, até mesmo uma espécie de “desenho de reportagem, mais ou menos um tipo de antecessor do que hoje a imprensa tem consagrado pelo termo ‘infográfico’. Sem fotografias para ilustrar um fato, o desenhista (Stockinger) tinha que descrever, ilustrar o ocorrido, por meio de sua imaginação”.